# 其士（香港）
其士（香港）有限公司 (當時為0025.HK)，在1970年成立，集團當時經營房地產、代理電腦等業務，主要資產中國、香港、加拿大等地方。
在1989年，已轉移至其士國際至今。

## 外部連線
- Chevalier.com （页面存档备份，存于）